# بشكيطو (حلوى)
«حلوى البشكيطو» أو «حلوى بشكيطو » هي حلوى تتخد أشكالا مختلفة حسب المناطق، من توع البسكويت، بسيطة وقديمة ومعروفة لدى أجيال قديمة، خصوصا أطفال الأرياف وفي الأسواق الأسبوعية الشعبية في القرى والبوادي وحتى المدن الشعبية المغربية، أنتجتها كذلك شركة بيمو  المغربيةالتي اشتهرت بها في فترة من الزمن في عدة مناطق بالمغرب .

## المكونات
كاس سكر وكاس زيت وكأس عصير برتقال وبيضة والنافع (يانسون) وحبة حلاوة خمارة (14 غرام خميرة الحلويات) والدقيق.
وللتزيين يضاف الشكولاط السوداء المذابة.
وتحضر في الأسواق من قبل شركة بيمو بهذه المكونات: سكر وزيت وفانيلا و«خميرة الحلويات» والدقيق حسب الخليط.

## طريقة التحضير
في إناء يخفق البيض مع السكر والفانيلا ثم يضاف الزيت ثم الدقيق وخميرة الحلويات، وتمزج المكونات مع بعض، مع التحريك للحصول على عجين لين ومتماسك. يضاف الطحين تدريجيا حتى نحصل على عجين لين، تبسط العجينة وتقطع إلى دوائر تصفف في صفيحة ثم يتم إدخالها إلى الفرن حتى تنضج وتتحمر.
وإذا إريد إضافة الشوكلاتة تلصق قطعتين بالشوكولا المذابة أو المربى.